# VinilDisc

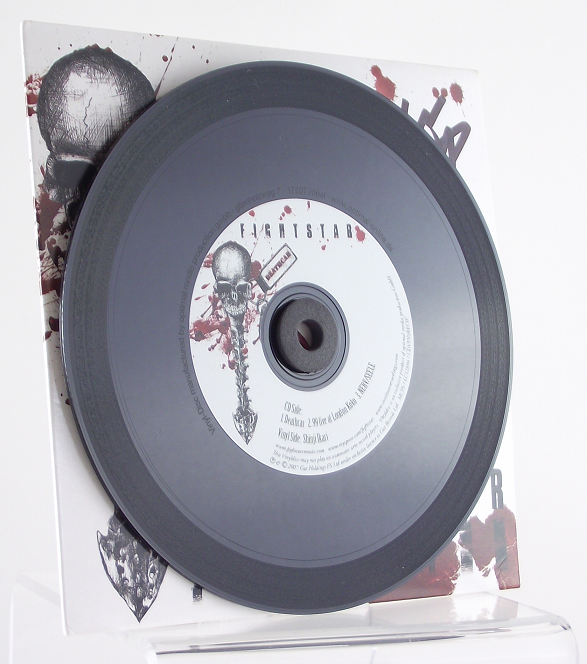
Deathcar VinylDisc

El VinilDisc (VinylDisc en anglès) és una combinació d'una capa digital, ja sigui en format CD o DVD, i una capa anàloga que és un disc de vinil desenvolupat per l'empresa alemanya Optimal Media Production.
Es compon d'una capa de plata contenent un CD o DVD i una capa negra de policlorur de vinil (capaç de mantenir 3 minuts d'àudio) que pot ser reproduïda en un fonògraf.
Exemples de senzills que ja han utilitzat aquest format híbrid són Misery Business de Paramore i "Deathcar" de Fightstar que, segons sembla, hi va haver només 3.000 exemplars. Una mostra de VinylDisc per promocionar aquest nou format es va donar als visitants del Popkomm de, amb música de Jazzanova, on va ser presentada el Setembre de 2007.